# Choudhary Rahmat Ali
Choudhary Rahmat Ali (født 16. november 1897, død 3. februar 1951) var en pakistansk muslimsk nationalist, som var en af de første, der kæmpede for skabelsen af nationen Pakistan. Han er krediteret for at have fundet på navnet Pakistan.